# Xã Clayton, Quận Desha, Arkansas
Xã Clayton (tiếng Anh: Clayton Township) là một xã thuộc quận Desha, tiểu bang Arkansas, Hoa Kỳ. Năm 2010, dân số của xã này là 575 người.